# Toda Jōsei

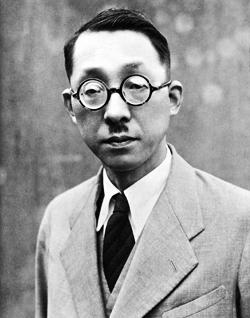
Toda Jōsei, zweiter Präsident der Soka Gakkai

Toda Jōsei (jap. 戸田 城聖) (* 11. Februar 1900 in der Präfektur Ishikawa, Japan; † 2. April 1958 in Tokio) war Pädagoge und Verleger. Er war Mitbegründer und zweiter Präsident der Soka Gakkai, der heutigen Sōka Gakkai International (SGI).

## Biografie
Toda wuchs in Atsuta (Hokkaidō) auf. Nach seiner Schulausbildung wurde er Lehrer und zog im Alter von 20 Jahren nach Tokio. An seiner Tokioter Schule traf er auf den dortigen Schulleiter und Pädagogen Tsunesaburō Makiguchi.
Zwischen den beiden entstand eine freundschaftliche Beziehung, die Toda sowohl in pädagogischer als auch religiöser Hinsicht beeinflusste.
Im Alter von 23 Jahren übernahm Toda die Leitung der Privatschule Jishugakkan, an der er die Erziehungsansätze Makiguchis umsetzte. Während dieser Zeit veröffentlichte er auch die Textsammlung Suirishiki Shido Sanjutsu, ein Lehrbuch über Arithmetik, das eine Auflage von über einer Million Exemplaren erreichte.
Makiguchi selbst hatte schon um das Jahr 1916 den Nichiren-Buddhismus im Rahmen von Vorlesungen des Nationalisten Tanaka Chigaku (seinerseits Gründer der Kokuchūkai) näher kennengelernt. Im Jahr 1928 traten Toda und Makiguchi jedoch der Nichiren-Shōshū bei. Zwei Jahre später, 1930, gründeten beide die Soka Kyoiku Gakkai (deutsch: Werteschaffende Erziehungs-Gesellschaft) und Tsunesaburō Makiguchi wurde ihr erster Präsident. 
Während des japanischen Militärregimes wurde die von ihnen gegründete Organisation einem starken politischen Druck ausgesetzt, da Teile der Gemeinschaft, zu denen auch Toda und Makiguchi gehörten, nicht die zwangsverordneten Riten des sogenannten Staats-Shintō in ihre religiöse Praxis einbeziehen wollten. Toda und Makiguchi wurden am 6. Juli 1943 inhaftiert und Makiguchi starb an den Folgen der über einjährigen Einzelhaft. Toda wird nachgesagt in der Haft weiterhin das Lotos-Sutra und die Schriften Nichirens studiert zu haben; er wurde kurz vor der Kapitulation Japans freigelassen. Die von Toda und Makiguchi gegründete Gemeinschaft hatte sich inzwischen aufgelöst.

### Die Soka Gakkai
Nach seiner Freilassung aus dem Gefängnis führte Toda das Werk seines Mentors Tsunesaburō Makiguchi fort und baute die Soka Gakkai neu auf. 
Am 3. Mai 1951 wurde er zum zweiten Präsidenten der Soka Gakkai gewählt. Die Mitgliederzahl betrug damals etwa 3000 Haushalte. Innerhalb von sieben Jahren gehörten der Gemeinschaft über 750.000 Haushalte an.
1952 war Toda an einem Vorfall beteiligt, in dessen Verlauf es zu gewalttätigen Handgreiflichkeiten gegenüber einem Priester der Nichiren-Shōshū kam. Bei dem Vorfall, auch bekannt als „Osgawara-“ bzw. „Waschbär-Hund-Vorfall“ berichten Quellen davon, dass Toda den Priester Jimon Ogasawara zweimal geschlagen hätte. Grund für die Tätlichkeiten war, dass Mitglieder der SG den Priester für den Tod Makiguchis mitverantwortlich machten.
Die Soka Gakkai wurde in der Folgezeit zu einer der großen buddhistischen Religionsgemeinschaften in Japan. In den Schriften der Soka Gakkai wird oftmals die Beziehung zwischen Makiguchi und Toda als eine sogenannte „Meister Schüler Beziehung“ kolportiert. Zusammen mit Daisaku Ikeda werden alle drei als sogenannte „Drei Ewige Mentoren“ bezeichnet.
Am 8. September 1957 veröffentlichte Toda einen Aufruf, den Einsatz von Nuklearwaffen unter allen Umständen als kriminell zu verdammen und richtete damit einen Appell an die Jugend der Welt, sich für deren generelle Abschaffung einzusetzen. 
Jōsei Toda starb am 2. April 1958 in Tokio und wurde am Jozai-ji Tempel der Nichiren-Shōshū beerdigt. Seine Frau, Iku Toda, verstarb im Jahre 2000 und wurde ebenfalls am Jozai-ji Tempel beerdigt. Im Jahre 2001 wurde die Asche Todas am Jozai-Ji Tempel umgebettet. Sein Grabmal befindet sich nun am Taiseki-ji in unmittelbarer Nähe zur Goju-noto, einer fünfstöckigen Pagode.